# N-S 53 U chalupy
N-S 53 „U chalupy“ je samostatný pěchotní srub těžkého opevnění, který byl součástí pevnostního systému předválečné Československé republiky. Nachází se v lese u osady Lužany (součást Olešnice v Orlických horách) v nadmořské výšce 666 m. Jeho pravým sousedem je srub N-Sk-S 49 Pod lesem, součást dělostřelecké tvrze Skutina (vzdálený 691 m) levým nepostavený N-S 54 (vzdálený 122 m). N-S 53 je samostatný pravostranný pravokřídlý a dvoupodlažní pěchotní srub, postavený ve III. stupni odolnosti.
Byl postaven v roce 1938 v režii ŽSV Náchod v rámci stavebního podúseku 7./V. Sedloňov. Jeho betonáž probíhala ve dnech 26. září až 1. října 1938, čímž se stal vůbec posledním realizovaným těžkým objektem československého opevnění. Počátkem října začalo obsazování československého pohraničí v důsledku Mnichovské dohody (objekt N-S 53 spolu s obcí Olešnice v Orlických horách připadl do německého záboru, ale shodou okolností ležel v těsné blízkosti nové hranice).  
Objekt tedy zůstal ve stavu těsně po dokončení betonáže, nebylo ani odstraněno celé bednění. Pochopitelně nebyly provedeny vnitřní a vnější omítky ani vnitřní cihlové příčky, nebyly osazeny zvony a kopule a nebyly provedeny zemní úpravy okolí objektu.
Objekt se zachoval v dobrém stavu, byly vytrženy jen střílny hlavních zbraní (L1 a M). Díky opuštění objektu těsně po betonáži se zachovaly četné unikátní pozůstatky stavebního procesu: zbytky bednění v různých částech objektu (téměř kompletní vyšalovaná střílna pro zbraň N), neuřezané traverzy procházející celým objektem i nezohýbané "prasečí ocásky" (dráty na okraji stropnice určené k zavěšení maskovací sítě). Vzhledem k nedostupnosti v době betonáže tu chybí vnější část dvojitého výfuku a periskopové roury, pro které byly ponechány jen šikmé prostupy ve stěnách.
Roku 2003 objekt získalo Sdružení Československého historického opevnění Velký Osek, které zahájilo jeho rekonstrukci. Byl vyčištěn diamantový příkop, osazeny nové makety vytržených hlavních střílen, vyzděny vnitřní cihlové příčky a provedeny další rekonstrukční práce.

## Výzbroj
hlavní zbraně na pravé straně
- zbraň L1 (4cm kanón vz. 36 spřažený s těžkým kulometem vz. 37)
- zbraň M (dva spřažené těžké kulomety vz.37 ráže 7,92 mm)

další výzbroj
- 3 zbraně N (lehké kulomety vz. 26) k ochraně střílen hlavních zbraní a prostoru před vchodem
- 2 zbraně N v pancéřových zvonech určené k ochraně okolí objektu
- 2 granátové skluzy